# Hallenradsport-Weltmeisterschaften/Zweier-Kunstradfahren offene Klasse
Das Zweier-Kunstradfahren offene Klasse ist ein Wettbewerb bei den Hallenradsport-Weltmeisterschaften.
Die seit 1956 ausgetragenen Weltmeisterschaften im Kunstradfahren waren zunächst dem Männer-Einzelwettbewerb vorbehalten. Im Beiprogramm standen weitere Kunstrad-Wettkämpfe, so seit 1958 ein Paarwettbewerb für Männer. Dieser trug zunächst den Namen „Europakriterium“, ab 1970 „Europameisterschaften“. Nachdem sich in den 1980er Jahren auch Hongkong und Malaysia beteiligt hatten, erhielt der Wettbewerb ab 1986 den Status einer Weltmeisterschaft, zeitgleich mit dem Zweier der Frauen.
Seit 2008 wird der Wettbewerb in der offenen Klasse ausgetragen, die Paare können also beliebig aus Männern oder Frauen bestehen. In der Praxis treten reine Männer-Teams oder gemischte Teams an, da der Frauen-Zweier weiter als Wettbewerb existiert.
Im heutigen Modus treten alle Paare in der Vorrunde an. Die vier Besten qualifizieren sich für das Finale, in dem die Entscheidung über die Medaillen fällt. Jeder Verband kann maximal zwei Paare entsenden.
Alle Teilnehmer kamen bislang aus Europa oder Asien, insgesamt beteiligten sich im Laufe der Zeit 17 verschiedene Verbände. Die Rekordbeteiligung von 14 Paaren wurde zuletzt 2014 erreicht, seit 2016 waren stets weniger als 10 Paare zugegen. Seit Einrichtung der Weltmeisterschaften und bis einschließlich 2024 gewann Deutschland sämtliche Goldmedaillen und den Löwenanteil der Silbermedaillen.

## Siegerliste
Europakriterium
| Jahr | Austragungsort  | Erste                         | Zweite                            | Dritte                                |
| ---- | --------------- | ----------------------------- | --------------------------------- | ------------------------------------- |
| 1958 | Karl-Marx-Stadt | Heinz Stapf Franz Schröder    | Erwin Binder Otto Plewa           | [ 2 ]                                 |
| 1959 | Stuttgart       | Peter Monschau Jacky Weinreis | Helmut Pittermann Horst Schrödter | Bernhard Adrians Heinz Rommerskirchen |
| 1960 | Mülhausen       | Peter Monschau Jacky Weinreis | Alfred Krüsi Ernst Spiess         | Hohnadel Maechling                    |
| 1961 | St. Gallen      | Erwin Binder Otto Plewa       | Peter Monschau Jacky Weinreis     | Dieter Koch Günter Koch               |
| 1962 | Wien            | Erwin Binder Otto Plewa       | Helmut Pittermann Horst Schrödter | Peter Monschau Jacky Weinreis         |
| 1963 | Basel           | Erwin Binder Otto Plewa       | Helmut Pittermann Horst Schrödter | Dieter Koch Günter Koch               |
| 1964 | Kopenhagen      | Peter Monschau Jacky Weinreis | Wolfgang Kaiser Adolf Leitzig     | [ 4 ]                                 |
| 1965 | Prag            | Peter Monschau Jacky Weinreis | Helmut Pittermann Horst Schrödter | Wolfgang Kaiser Adolf Leitzig         |
| 1966 | Köln            | Peter Monschau Jacky Weinreis | Klaus Vollmer Jürgen Metz         | Helmut Pittermann Horst Schrödter     |
| 1967 | Baden           | Peter Monschau Jacky Weinreis | Klaus Vollmer Jürgen Metz         | Heini Rohner Ernst Spiess             |
| 1968 | Kassel          | Wolfgang Kaiser Karl Wentz    | Peter Monschau Jacky Weinreis     | Albert Fleisch Oskar Fleisch          |
| 1969 | Erfurt          | Erwin Kral Kurt Lauterbach    | Joachim Röhr Klaus Röhr           | Peter Monschau Jacky Weinreis         |

Europameisterschaften
| Jahr | Austragungsort | Erste                         | Zweite                            | Dritte                             |
| ---- | -------------- | ----------------------------- | --------------------------------- | ---------------------------------- |
| 1970 | Ostrau         | Klaus Vollmer Jürgen Metz     | Peter Monschau Jacky Weinreis     | Erwin Kral Kurt Lauterbach         |
| 1971 | Baden          | Klaus Vollmer Jürgen Metz     | Peter Monschau Jacky Weinreis     | Kurt Imhof Hansjörg Mohn           |
| 1972 | Offenburg      | Peter Monschau Jacky Weinreis | Peter Ott Volker Rogles           | Kurt Imhof Hansjörg Mohn           |
| 1973 | Wien           | Peter Ott Volker Rogles       | Klaus Vollmer Jürgen Metz         | Kurt Imhof Hansjörg Mohn           |
| 1974 | Heerlen        | Peter Ott Volker Rogles       | Klaus Vollmer Jürgen Metz         | Kurt Imhof Hansjörg Mohn           |
| 1975 | Gent           | Reinhold Korn Rudolf Fries    | Klaus Vollmer Jürgen Metz         | Herbert Bechtold Reinhard Bechtold |
| 1976 | Münster        | Reinhold Korn Rudolf Fries    | Klaus Vollmer Jürgen Metz         | Kurt Imhof Hansjörg Mohn           |
| 1977 | Brünn          | Reinhold Korn Rudolf Fries    | Peter Ott Manfred Fissler         | Kurt Imhof Markus Maggi            |
| 1978 | Herning        | Reinhold Korn Rudolf Fries    | Peter Ott Manfred Fissler         | Kurt Imhof Hansjörg Mohn           |
| 1979 | Schiltigheim   | Reinhold Korn Rudolf Fries    | Rolf Halter Helmut Schneider      | Gerold Kühne Erwin Kühne           |
| 1980 | Rheinfelden    | Reinhold Korn Rudolf Fries    | Peter Ott Manfred Fissler         | Gerold Kühne Erwin Kühne           |
| 1981 | Heerlen        | Rolf Halter Helmut Schneider  | Wolfgang Frankort Walter Frankort | Gert Fleisch Roland Fleisch        |
| 1982 | Wiesbaden      | Rolf Halter Helmut Schneider  | Harald Merget Reinhold Korn       | Gert Fleisch Roland Fleisch        |
| 1983 | Wien           | Rolf Halter Helmut Schneider  | Gert Fleisch Roland Fleisch       | Harald Merget Reinhold Korn        |
| 1984 | Schiltigheim   | Markus Dreher Armin Jurisch   | Hans Berger Stefan Kellner        | Gert Fleisch Roland Fleisch        |
| 1985 | St. Gallen     | Markus Dreher Armin Jurisch   | Hans Berger Stefan Kellner        | Gert Fleisch Roland Fleisch        |

Weltmeisterschaften
| Jahr           | Austragungsort                      | Gold                                  | Silber                                   | Bronze                                   |
| -------------- | ----------------------------------- | ------------------------------------- | ---------------------------------------- | ---------------------------------------- |
| Männer-Zweier  |                                     |                                       |                                          |                                          |
| 1986           | Genk                                | Markus Dreher Armin Jurisch           | Matthias Schlecht Michael Böpple         | Gert Fleisch Roland Fleisch              |
| 1987           | Herning                             | Markus Dreher Armin Jurisch           | Matthias Schlecht Michael Böpple         | Gert Fleisch Roland Fleisch              |
| 1988           | Ludwigshafen                        | Markus Dreher Armin Jurisch           | Andreas Weil Sascha Weil                 | Christophe Cabourg Cédric Jaros          |
| 1989           | Heerlen                             | Andreas Weil Sascha Weil              | Matthias Schlecht Michael Böpple         | Christophe Cabourg Cédric Jaros          |
| 1990           | Bregenz                             | Theo Benz Armin Prinz                 | Christophe Cabourg Cédric Jaros          | Matthias Schlecht Michael Böpple         |
| 1991           | Brünn                               | Matthias Schlecht Michael Böpple      | Theo Benz Armin Prinz                    | Christophe Cabourg Cédric Jaros          |
| 1992           | Zürich                              | Stefan Raaf Michael Roth              | Matthias Schlecht Michael Böpple         | Christophe Cabourg Cédric Jaros          |
| 1993           | Hongkong                            | Stefan Raaf Michael Roth              | Theo Benz Armin Prinz                    | Markus Bachmann Dietmar Entner           |
| 1994           | Saarbrücken                         | Stefan Raaf Michael Roth              | Michael Rauch Heiko Rauch                | Ralf Zellweger Marcel Schilt             |
| 1995           | Épinal                              | Stefan Raaf Michael Roth              | Michael Rauch Heiko Rauch                | David Balásek Martin Digoň               |
| 1996           | Johor Bahru                         | Michael Rauch Heiko Rauch             | Stefan Raaf Michael Roth                 | Ralf Zellweger Marcel Schilt             |
| 1997           | Winterthur                          | Michael Rauch Heiko Rauch             | Stefan Raaf Michael Roth                 | Ralf Zellweger Marcel Schilt             |
| 1998           | Přerov                              | Stefan Raaf Michael Roth              | Frédéric Sonnenmoser Pascal Gilgenkrantz | David Balásek Martin Digoň               |
| 1999           | Madeira                             | Michael Rauch Heiko Rauch             | Stefan Raaf Michael Roth                 | Frédéric Sonnenmoser Pascal Gilgenkrantz |
| 2000           | Böblingen                           | Stefan Raaf Michael Roth              | Michael Rauch Heiko Rauch                | David Balásek Martin Digoň               |
| 2001           | Kaseda                              | Simon Altvater Nico Kunert            | Michael Rauch Heiko Rauch                | Petr Bartůněk Kamil Bartůněk             |
| 2002           | Dornbirn                            | Simon Altvater Nico Kunert            | Michael Rauch Heiko Rauch                | Andreas Fritsch Mathias Fritsch          |
| 2003           | Schiltigheim                        | Simon Altvater Nico Kunert            | Michael Rauch Heiko Rauch                | Petr Bartůněk Kamil Bartůněk             |
| 2004           | Tata                                | Simon Altvater Nico Kunert            | Michael Rauch Heiko Rauch                | Petr Bartůněk Kamil Bartůněk             |
| 2005           | Freiburg                            | Simon Altvater Nico Kunert            | Felix Niederberger Jonas Niederberger    | Petr Bartůněk Kamil Bartůněk             |
| 2006           | Chemnitz                            | Simon Altvater Nico Kunert            | Felix Niederberger Jonas Niederberger    | Petr Bartůněk Kamil Bartůněk             |
| 2007           | Winterthur                          | Felix Niederberger Jonas Niederberger | Viktor Volk Manuel Huber                 | Beni Jost Joel Schmid                    |
| Offener Zweier |                                     |                                       |                                          |                                          |
| 2008           | Dornbirn                            | Viktor Volk Manuel Huber              | Stefan Rauch Ann-Kathrin Egert           | Joachim Allgäuer Fabian Allgäuer         |
| 2009           | Tavira                              | Stefan Rauch Ann-Kathrin Egert        | Felix Blümmel Florian Blümmel            | Beni Jost Joel Schmid                    |
| 2010           | Stuttgart                           | Stefan Rauch Ann-Kathrin Egert        | Felix Blümmel Florian Blümmel            | Hin Bon Ip Pok Man Yu                    |
| 2011           | Kagoshima                           | Luisa Bassmann Benedikt Bassmann      | Oliver Gronbach Daniel Gronbach          | Hin Bon Ip Pok Man Yu                    |
| 2012           | Aschaffenburg                       | Luisa Bassmann Benedikt Bassmann      | Oliver Gronbach Daniel Gronbach          | Hin Bon Ip Pok Man Yu                    |
| 2013           | Basel                               | André Bugner Benedikt Bugner          | Luisa Bassmann Benedikt Bassmann         | Fabian Allgäuer Adriana Mathis           |
| 2014           | Brünn                               | André Bugner Benedikt Bugner          | Fabian Allgäuer Adriana Mathis           | Michael Rauch Melissa Breitenbach        |
| 2015           | Johor Bahru                         | André Bugner Benedikt Bugner          | Stefanie Dietrich Robert Schmidt         | Lukas Burri Fabienne Hammerschmidt       |
| 2016           | Stuttgart                           | André Bugner Benedikt Bugner          | Serafin Schefold Max Hanselmann          | Marcel Schnetzer Jana Latzer             |
| 2017           | Dornbirn                            | Serafin Schefold Max Hanselmann       | André Bugner Benedikt Bugner             | Lukas Burri Fabienne Hammerschmidt       |
| 2018           | Lüttich                             | Serafin Schefold Max Hanselmann       | Lukas Burri Fabienne Hammerschmidt       | Patrick Tisch Nina Stapf                 |
| 2019           | Basel                               | Serafin Schefold Max Hanselmann       | André Bugner Benedikt Bugner             | Lukas Burri Fabienne Hammerschmidt       |
| 2020           | nicht ausgetragen (Corona-Pandemie) | nicht ausgetragen (Corona-Pandemie)   | nicht ausgetragen (Corona-Pandemie)      | nicht ausgetragen (Corona-Pandemie)      |
| 2021           | Stuttgart                           | Serafin Schefold Max Hanselmann       | Lea-Victoria Styber Nico Rödiger         | Katharina Kühne Marcel Schnetzer         |
| 2022           | Gent                                | Serafin Schefold Max Hanselmann       | Lea-Victoria Styber Nico Rödiger         | Katharina Kühne Marcel Schnetzer         |
| 2023           | Glasgow                             | Serafin Schefold Max Hanselmann       | Lea-Victoria Styber Nico Rödiger         | Lim Tsz Hin Lim Tsz Leung                |
| 2024           | Bremen                              | Lea-Victoria Styber Nico Rödiger      | Niklas Kreuzmann Celine Stapf            | Lim Tsz Hin Lim Tsz Leung                |

## Medaillenspiegel
Die unten stehende Tabelle enthält nur die Resultate der Weltmeisterschaften, nicht der Vorläufer-Wettbewerbe.
| Platz  | Land        | Gold | Silber | Bronze | Gesamt |
| ------ | ----------- | ---- | ------ | ------ | ------ |
| 1      | Deutschland | 38   | 34     | 3      | 75     |
| 2      | Frankreich  | 0    | 2      | 5      | 7      |
| 3      | Österreich  | 0    | 1      | 9      | 10     |
| 4      | Schweiz     | 0    | 1      | 8      | 9      |
| 5      | Tschechien  | 0    | 0      | 8      | 8      |
| 6      | Hongkong    | 0    | 0      | 5      | 5      |
| Gesamt | Gesamt      | 38   | 38     | 38     | 114    |